# ترصة
ترصة (بالعبرية תִּרְצָה) كانت مدينة كنعانية تقع في شمال شرق المرتفعات السامرة (مدينة أثرية) من شكيم: يتم تحديد موقعها بشكل عام في تل الفارعة (شمال)، شمال شرق مدينة نابلس الحديثة، في المنطقة المجاورة مباشرة لقرية وادي الفارعة الفلسطينية ومخيم الفارعة للاجئين، على الرغم من أن كوندر وكيتشنر اقترحا أن المدينة القديمة ربما كانت في الواقع تقع في قرية تياسير، بناءً على الصوتيات. على العكس من ذلك، اقترح باحثو الكتاب المقدس، روبنسون وغيرين، تحديد المدينة مع قرية طلوزة. وفتحت المدينة على يد يوشع بن نون، وأعطاها لأسباط إسرائيل. جعل يربعام من هذه المدينة عاصمة لمملكة إسرائيل، فبقيت مركزًا لهذه المملكة طيلة خمسين عامًا، نُقلت من بعدها العاصمة إلى السامرة.